# الظرك (ماهلية)

تعديل مصدري - تعديل

الظرك هي إحدى قرى عزلة حلاقة ال حسين بمديرية ماهلية التابعة لمحافظة مأرب، بلغ تعداد سكانها 61 نسمة حسب تعداد اليمن لعام 2004.